# Universitat de Pavia
La Universitat de Pavia (en italià Università degli Studi di Pavia, UNIPV) és una universitat situada a Pavia (Itàlia). Fou fundada l'any 1361 i està organitzada en nou facultats: Facultat d'Economia, Facultat d'Enginyeria, Facultat de Ciències físiques, Naturals i Matemàtiques, Facultat de Ciències polítiques, Facultat de Dret, Facultat de Farmàcia, Facultat d'Humanitats, Facultat de Medicina i Facultat de Musicologia.
És membre fundador del Grup Coïmbra, que agrupa les universitats més antigues d'Europa.

## Història
La Universitat de Pavia és una de les més antigues d'Europa. Un edicte del rei Lotari cita una institució d'educació superior a Pavia ja establerta l'any 825. Aquesta institució, antigament dedicada principalment a dret canònic i civil, així com a estudis de teologia, fou elegida llavors com un centre educatiu de primera línia al nord d'Itàlia.
Ampliada i renovada pel duc de Milà, Gian Galeazzo Visconti, es convertí en la Universitat del Ducat, establerta oficialment com un Studium Generale per l'emperador Carles IV el 1361. Els mateixos privilegis de què gaudien la Universitat de Bolonya i la Universitat de París van ser atorgats a la Universitat de Pavia pel papa Bonifaci IX.
Durant els següents segles, la fama de la Universitat de Pavia es va incrementar dins i fora d'Itàlia. La presència d'homes cultes i científics com ara Lazzaro Spallanzani, Gerolamo Cardano, Antonio Scarpa, Alessandro Volta, Camillo Golgi o Ugo Foscolo, juntament amb l'historial educatiu de la Universitat, n'incrementaren el bon nom.
L'edifici central de la Universitat de Pavia es troba a la Strada Nuova, on s'hi van començar a fer classes a finals del segle xv i començament del segle xvi. En aquest edifici hi ha avui dia el Museu d'Història de la Universitat, amb col·leccions d'història natural, de física i medicina. La Universitat compta amb altres museus distribuïts per la ciutat.